# Теребёнки
Теребёнки — деревня в муниципальном округе Егорьевск Московской области России.

## География
Деревня Теребёнки расположена в северо-западной части муниципального округа Егорьевск, примерно в 2 километрах к северо-западу от города Егорьевск. Высота над уровнем моря 137 метров.

## Название
В 1577 году деревня упоминается как Теребенка, с 1790 года закрепилось название Теребенки.
Название происходит от термина тереб — «росчисть из-под кустарника, зарослей, а также пашни, сенокосы на местах, освобождённых от леса, где деревья уже были сведены».

## История
До отмены крепостного права жители деревни относились к разряду государственных крестьян.
После 1861 года деревня вошла в состав Нечаевской волости Егорьевского уезда. Приход находился в городе Егорьевске.
В 1926 году деревня входила в Агрызковский сельсовет Егорьевской волости Егорьевского уезда.
До 1994 года Теребёнки входили в состав Ефремовского сельсовета Егорьевского района, а в 1994—2006 годы — Ефремовского сельского округа.
Входит в состав городского поселения Егорьевск.

## Демография
В 1885 году в деревне проживало 278 человек, в 1905 году — 310 человек (154 мужчины, 156 женщин), в 1926 году — 222 человека (102 мужчины, 120 женщин). По переписи 2002 года — 39 человек (12 мужчин, 27 женщин). Население — 31 человек (2010).
| 1859 | 1868 | 1885 | 1905 | 1926 | 2002 | 2006 |
| ---- | ---- | ---- | ---- | ---- | ---- | ---- |
| 165  | ↗183 | ↗278 | ↗310 | ↘222 | ↘39  | ↘27  |
| 2010 |      |      |      |      |      |      |
| ↗31  |      |      |      |      |      |      |